# Nyugdíjpénztár
A nyugdíjpénztár olyan, külön törvényben szabályozott önszerveződő intézmény, amely lehetőséget teremt tagjai számára, hogy aktív éveik alatt, aktív éveik jövedelméből, biztonságos és hatékony módon előtakarékoskodjanak nyugdíjas éveikre. A pénztári rendszer a nyugdíjellátás biztosításának egyre inkább terjedő módja a világon.
A nyugdíjpénztári tagok éveken, évtizedeken át rendszeresen  befizetnek  a pénztárba egy meghatározott összeget, majd a nyugdíjkorhatár elérését követően különböző nyugdíjszolgáltatásokban részesülnek a pénztártól. Az állami nyugdíjjal ellentétben a kifizetések fedezetéül a tag által befizetett összegek és azok hozamai szolgálnak, tehát a tagok saját maguk gondoskodnak nyugdíjukról. A pénztár intézménye azt teszi lehetővé, hogy ezt a nyugdíjcélú vagyonfölhalmozást a tag jog által védve, szervezetten és gazdaságosan vigye véghez.
Az 1998. január 1-én életbe lépett nyugdíjrendszert 3 pillérű rendszernek is szokták nevezni. A nyugdíjak első pillére minden esetben az állami nyugdíj. Az ún. magánnyugdíjpénztárak (továbbiakban kötelező- vagy magánpénztárak) alkotják a jövőbeni nyugdíjak második, az öngondoskodásnak nevezett nyugdíj célú megtakarítások (önkéntes nyugdíjpénztár, biztosítás, más megtakarítás stb.) pedig a harmadik pillért.

## Önkéntes nyugdíjpénztár
Míg a kötelező magánpénztár szolgáltatásával az állami nyugdíj részben helyettesíthető, addig a harmadik pillér, mint az önkéntes kölcsönös nyugdíjpénztár (továbbiakban önkéntes pénztár) alapvetően az első két pillérből származó nyugdíj kiegészítésére szolgál. Az önkéntes pénztári tagság és befizetés – ahogy a neve is kifejezi – mindig önkéntes vállalás. Azoknak ajánlott, akik az első két pillérből származónál magasabb nyugdíjat szeretnének, és jövedelmük lehetővé teszi a hosszú távú előtakarékosságot. Az önkéntes pénztári tagság alkalmas nem nyugdíjcélú vagyonfelhalmozásra is: az önkéntes pénztári befizetés hosszú távú, rendkívül előnyös befektetés, mert az állam az önkéntes pénztári tagokat jelentős adókedvezménnyel támogatja.
A tagok rendszeres befizetésének egy részét a munkáltatók igen kedvező adófeltételekkel átvállalhatják.

### Az önkéntes nyugdíjpénztár adókedvezménye
Az SZJA-befizetésből az önkéntes nyugdíjpénztári befizetés 20%-át lehet visszaigényelni adókedvezmény formájában: maximum 750.000 Ft-os befizetéssel lehet kihasználni az éves szinten maximum 150.000 Ft-os adókedvezményt. Amire figyelni kell, hogy egészségpénztári adókedvezménnyel együttesen számítandó a 150.000 Ft-os adókedvezmény.

## A működés alapelemei

### Tulajdonosi jogok
A nyugdíjpénztárat – egy egyesülethez hasonlóan – az alapító tagok hozzák létre. A pénztár működési szabályait a törvények adta kereteken belül maguk a tagok határozzák meg, és ezt az alapszabályban  (egyes pénztáraknál Szervezeti és Működési Szabályzatban) rögzítik. A pénztárhoz a megalakulást követően további tagok is csatlakozhatnak, akik az évenként tartott közgyűléseken  maguk is tulajdonosi jogokkal szólhatnak bele a pénztár ügyeibe. A pénztár folyamatos működését a pénztártagok által választott igazgatóság irányítja, az ügyek intézését a pénztár alkalmazottai és külső cégek végzik. A szakmai tevékenységekkel a pénztár szolgáltató cégeket is megbízhat.

### Egyéni számla
A csatlakozást követően a tagok rendszeres befizetéseikkel a pénztár keretein belül, de egyénileg teremtik meg jövőbeni nyugdíjuk fedezetét. A pénztár gondoskodik az egyén befizetéseinek pontos nyilvántartásáról, majd az összegyűlt pénzek minél magasabb hozamú befektetéséről. Az egyén számára jóváírt befizetések és befektetési hozamok nyilvántartására az úgynevezett „egyéni számla” szolgál. Az egyéni számla egyenlege – a pénztártag követelése a pénztárral szemben – a pénztártag tulajdonát képezi, amely örökölhető, és amelyre kedvezményezett jelölhető meg. A pénztár értesítéseiből a tagok folyamatosan nyomon követhetik egyéni számlájuk állását, így mindig tudhatják, hogy mekkora vagyon van számukra nyugdíjfedezetként jóváírva.

### Szolgáltatás
Amikor egy tag eléri a nyugdíjkorhatárt, nyugdíjszolgáltatásra jogosult a pénztártól. A szolgáltatás megállapításának alapja a tag egyéni számláján az évek során felhalmozott vagyon. A tag nyugdíjfedezetének felhasználásáról maga dönthet: felveheti egy összegben, vagy kérheti annak járadékként való kifizetését.

### Alapítói háttér
Egy pénztár feladatainak ellátásához komoly szakértelem és technikai háttér szükséges. Ezt az alapító tagoknak általában nehéz biztosítaniuk, ezért a pénztárak létrehozását legtöbbször valamilyen intézmény (például egy munkáltató) támogatja. Ez a támogatás igen fontos a tagok számára, hiszen ez teszi lehetővé, hogy a pénztár az első pillanattól kezdve biztonságosan és hatékonyan működjön.
A pénztári szférában általánosan elfogadott szegmentáció szerint megkülönböztethetünk banki-biztosítói háttérrel alapított, illetve munkáltatói-munkavállalói kezdeményezéssel létrejött pénztárakat. A szegmentáció alapja, hogy e kétfajta pénztártípus működési filozófiája egymástól lényegesen eltérő. Míg a banki-biztosítói pénztárak alapvetően a törvény adta lehetőségeket kihasználva egy pénzintézeti csoport részeként, annak szolgáltatásait kiegészítve kerülnek megalapításra, addig a munkáltatói-munkavállalói pénztárak elsősorban a cégek humánpolitikájának elemét jelentik, és a juttatási rendszer részeként kezelik őket. Jellemzően ezen utóbbi pénztárak ma már egyre inkább az alapító cégektől független működés felé mozdultak el (néhány esetben a kényszer hatására), működési filozófiájukban mégis megőrizték az ilyen pénztárak jellemzőit. A munkáltatói, ágazati támogatással működő, vagy támogatást már nem élvező, de munkáltatói közösségekből alakult nyugdíjpénztárak a civil szféra önkéntes alapon felépülő, valóságos igényekre és saját anyagi kötelezettségvállalásra is építő elemei, ily módon a társadalmi fejlődést előrevivő, hosszú távon pozitív hatás kiváltására képes szervezetek.

### Tevékenység és gazdálkodás
A nyugdíjpénztár alapvetően adminisztratív, terjesztési, pénzügyi és vagyonkezelési feladatokat lát el. A pénztár gazdálkodását a törvények és a belső szabályzat mellett a tagok (közgyűlés) által elfogadott éves pénzügyi terv szabályozza. A pénzügyi terv végrehajtásáról a pénztár vezetősége a soron következő közgyűlésen beszámolással tartozik a tagoknak.
A nyugdíjpénztárba befizetett tagdíjak összege a befizetés után 3 fő részre bomlik:
- A befizetések legnagyobb része egyből az egyéni számlákon kerül jóváírásra, és az úgynevezett fedezeti tartalékba kerül. A fedezeti tartalékba kerülő magas hányad rendkívül fontos a pénztárválasztásnál, hiszen az ebben a tartalékban lévő vagyon az, ami kizárólag a tagokat illeti, a pénztár költségeinek és esetleges veszteségeinek fedezeteként nem használható fel.
- A befizetés második része a működési tartalékba kerül, és a pénztár működési költségeinek fedezetére szolgál. A működési tartalékból kerülnek kifizetésre az összes szolgáltatói, terjesztési, hirdetési, adminisztrációs, könyvvizsgálói díjak, tehát a pénztár működésével kapcsolatos összes költség.
- A harmadik, egyben legkisebb rész a likviditási tartalékba kerül, amelynek általános tartalékképző szerepe van.

A pénztár különböző tartalékaiban képződött vagyon folyamatosan befektetésre kerül. A pénztártól várható nyugdíj nagysága döntő mértékben a pénztárban halmozódó vagyon befektetési hozamától függ, ezért nagyon fontos, hogy a vagyon kezelésével a pénztár ismert, szakmai múlttal rendelkező, biztos intézményi háttérrel rendelkező vagyonkezelőt bízzon meg. A vagyonkezelő megbízhatósága és stabil szakmai tudása különösen nagy súllyal esik latba a pénztárválasztásnál, hiszen a tagok vagyonának biztonságára és megfelelő gyarapodására elsősorban a vagyonkezelő szakmailag megfelelő munkája jelenthet garanciát. A pénztári tartalékok befektetésével szerzett hozamok vagyonarányosan kerülnek szétosztásra a tagok között.

## Garanciák

### Jogszabályi háttér
A nyugdíjpénztárak több fejlett és néhány kevésbé fejlett ipari országban nagy hagyománnyal rendelkező, kipróbált intézményei a gazdaságnak. Magyarországon a nyugdíjpénztárak működését az 1993. évi XCVI., illetve az 1997. évi LXXXII. törvények szabályozzák.

### Pénzügyi Szervezetek Állami Felügyelete
A nyugdíjpénztári rendszer megbízhatósága érdekében a törvények és szabályozások részletesen meghatározzák a tagok jogait, a pénztárak személyi és technikai feltételeit, a vagyon biztonságos befektetésének szabályait.
A biztonságos működés jogi garanciái mellett a pénztárak gyakorlati tevékenységét a Pénzügyi Szervezetek Állami Felügyelete (PSZÁF) is folyamatosan ellenőrzi. A pénztárak tevékenységük minden részletéről rendszeres és részletes beszámolással tartoznak a Felügyeletnek. A PSZÁF bármilyen rendellenesség észlelése esetén azonnal beavatkozik a pénztárak működésébe.

### Tulajdonosi (tagi) kontroll – Közgyűlés
A tagok maguk is folyamatosan ellenőrizhetik a pénztár működését, hiszen a pénztár vezetői a tagok felé rendszeres beszámolási kötelezettséggel tartoznak. Az önkormányzati működés alapelvének megfelelően a pénztárra vonatkozó alapvető döntések meghozatalára kizárólag a tagok jogosultak a közgyűlés keretein belül.

### Független vagyon- és letétkezelői kontroll
A befektetések biztonsága fölött szigorú jogszabályi megkötések és az éves pénzügyi terven keresztül a tagok közvetlen kontrollja őrködik. A törvényi előírások megkövetelik, hogy a befektetések döntő hányada olyan állampapírokban legyen elhelyezve, amelyekre az állam közvetlen garanciát vállal.
A befektetések biztonságát növeli, ha a pénztár megosztja a befektetési kockázatot és több megfelelő referenciákkal rendelkező, jó hírű vagyonkezelőt bíz meg. Megbízható vagyonkezelők alkalmazása mellett is további garanciát jelent, hogy a vagyonkezelők tevékenységének ellenőrzésére a pénztár a vagyonkezelőtől független letétkezelő bankot köteles megbízni. A letétkezelő bank vezeti a befektetési értékpapír- és pénzszámlákat, napi szinten kontrollálja a vagyonkezelő minden egyes lépését.

## Az eredményes működés feltételei

### Szakmailag kifogástalan, megfelelő referenciákkal rendelkező vagyonkezelő intézmény
A vagyonkezelés egy igen komoly szakmai munka, és a vagyonkezelő munkája döntően befolyásolja a pénztártól várható nyugdíjszolgáltatás nagyságát. Egy vagyonkezelő munkájának megítélése azonban csöppet sem egyszerű: egy-egy jól sikerült év nem jelent garanciát egy szakmailag kifogástalan, fölösleges kockázatvállalásoktól mentes befektetési tevékenységre. A vagyonkezelő munkája csak hosszú távon ítélhető meg.
A pénztárak a befektetési kockázatukat csökkenthetik, ha nem egy hanem több, versenyeztetéssel kiválasztott vagyonkezelőt alkalmaznak. A többes vagyonkezelés Magyarországon még nem elterjedt, de azokban az országokban, ahol több évtizedes múltra tekintenek vissza a pénztári rendszerek szinte elképzelhetetlen, hogy kockázatmegosztás nélkül egy vagyonkezelőre bízzák a tagok összes vagyonát.

### Alacsony és kiszámítható működési költségek
A pénztár költségeinek a fedezete a mindenkori befizetésekből kerül levonásra. Döntő a pénzügyi tervben meghatározott szám, hogy a mindenkori befizetések hány százaléka kerül a fedezeti tartalékba, azaz mekkora az a hányad, ami költségekre biztosan nem fordítható. A fedezeti, működési és likviditási alapok közötti megosztást a közgyűlés bármikor megváltoztatja, ezért fontos figyelemmel kísérni a pénztárpiacon rendszeresen, hogy a választott pénztár által alkalmazott költségek hogyan alakulnak a versenytársakéhoz képest.
A PSZAF 2005-től kimutatást közöl a pénztárakról költségeik alapján.

### A taglétszám nagysága
A pénztárak taglétszámának nagysága függ attól, hogy országos nyílt pénztárak-e, esetleg területi, ágazati vagy munkahelyi zárt pénztarak. Az országos nyílt pénztárak az ország egész területén, foglalkozástól, munkahelytől, függetlenül szervezik tagjaikat. A területi, ágazati ill. munkahelyi zárt pénztárak csak az alapszabályukban megfogalmazott korlátokon belül végzik tevékenységüket, tehát eleve kisebb méretűek lehetnek.
A pénztárválasztónak a számára legmegfelelőbb pénztár kiválasztásánál a taglétszám egy információ csupán. Választáskor érdemes összevetni a felszámolt működési költséget, a pénztár által elért 5-10 éves átlaghozamot, befektetési politikát, pénztár által nyújtott kényelmi szolgáltatásokat -online pénztár, infóvonal, tagoknak kidolgozott kedvezmények, vagyonkezelői háttér, önkormányzatiság megvalósulása, és számtalan egyéb szempontot.

## Külső hivatkozások
- http://nyugdij.lap.hu